# Myriangiella roupalae
Myriangiella roupalae är en svampart som först beskrevs av Hans Sydow, och fick sitt nu gällande namn av Arx & E. Müll. 1975. Myriangiella roupalae ingår i släktet Myriangiella och familjen Schizothyriaceae.   Inga underarter finns listade i Catalogue of Life.